# مستقبل العمل والموت
مستقبل العمل والموت، فيلم وثائقي تم اصداره عام 2016 من قبل سين بلاكنيل وواين والش عن نمو التكنولوجيا الذكية والذكاء الإصطناعي. تم عرض الفيلم في العديد من المهرجانات السينمائية مثل مهرجان رين دانس السينمائي، مهرجان روتردام السينمائي الدولي، مهرجان أولومكس الدولي ومهرجان كوبنهاغن الدولي للأفلام الوثائقية.
في مايو 2017، تم عرض الفيلم رسميا داخل المفوضية الأوروبية. تم توزيعه بواسطة شركة فيرست ران وجورني مان للرسوم المتحركة، كما تم اطلاقه على آي تيونز وأون ديمند في 9 مايو 2017.

## نبذة عن الفيلم
يتناول الفيلم كيف يمكن للتكنولوجيا الحديثة والذكاء الاصطناعي أن تحد من فرص عملنا في حياتنا اليومية. يتناول الجزء الأول من الفيلم، مدى انتشار التشغيل الآلي والذكاء الاصطناعي في 30 سنة القادمة وتأثيرها على فرص العمل. بينما يتناول الجزء الثاني التداعيات الاجتماعية والسياسية لهذه الابتكارات.

## طاقم التمثيل
- دادلي ساتون: الراوي
- أوبري دي غراي: طبيب الشيخوخة الطبية البيولوجية وطبيب في منظمات المجتمع المدني التابعة لمؤسسة أبحاث SENS.
- ويل سيف: كاتب، صحفي، محلل سياسي وأستاذ الفكر المعاصر في جامعة برونيل.
- رودولف إي تانزي: أستاذ علم الأعصاب بجامعة هارفارد ومدير وحدة أبحاث الوراثة والشيخوخة في مستشفى ماساتشوستس العام (MGH).
- مارتن فورد: كاتب ومؤلف.
- ستيف فولر: فيلسوف في علم الاجتماع ومجال الدراسات والعلوم والتكنولوجيا وأستاذا في جامعة ورك.
- موراي شاناهان: أستاذ علم الروبوتات الإدراكية في كلية لندن الإمبراطورية.
- غراي سكوت: كاتب والمنتج التنفيذي للفيلم.
- فيفيك وادوا: رجل أعمال، أستاذ أكاديمي ومدير الأبحاث في مركز ريادة الأعمال والبحوث التجارية في كلية برات للهندسة في جامعة ديوك.
- زولتان استفان: كاتب، صحفي وعضو في حركة ما بعد الإنسانية.
- جوانا كوك: أستاذ الأنثروبولوجيافي كلية لندن الجامعية.
- نيكولاس كامارا: طبيب في مستشفى كابلي.
- ديفيد بيرس: فيلسوف ورائد في حركات ما بعد الإنسانية وأحد مؤسسي منظمة "Humanity+".
- بيتر كهورنس: كاتب ورجل أعمال.
- جون هاريس: أستاذ أخلاقيات علم الأحياء، فيلسوف ومدير معهد العلوم والأخلاق والابتكار في جامعة مانشستر.
- ريفا ميليسا تيز: سيدة أعمال ورائدة في حركات ما بعد الإنسانية.
- ايان بيرسون: كاتب.
- ستيوارت آرمسترونغ: باحث في الذكاء الاصطناعي بمعهد المستقبل للإنسانية.

## وصلات خارجية
- مستقبل العمل والموت على موقع IMDb (الإنجليزية)
- مستقبل العمل والموت على موقع روتن توميتوز (الإنجليزية)
- مستقبل العمل والموت على موقع قاعدة بيانات الفيلم (الإنجليزية)
- مستقبل العمل والموت على موقع ليتربوكسد (الإنجليزية)
- مستقبل العمل والموت على موقع كينوبويسك (الروسية)
- الموقع الرسمي.
- مستقبل العمل والموت- قاعدة بيانات الأفلام على الإنترنت.